# Квадарелла, Симона
Симо́на Квадаре́лла (итал. Simona Quadarella; род. 18 декабря 1998, Рим) — итальянская пловчиха, специализирующиеся в плавании вольным стилем на средние и длинные дистанции, призёр Олимпийских игр 2020 года, трёхкратная чемпионка мира, многократная чемпионка Европы и Италии. Кавалер ордена «За заслуги перед Итальянской Республикой» (2021).

## Карьера
На соревнованиях среди юниоров Симоне удалось заявить о себе: на летних юношеских Олимпийских играх 2014 года в Нанкине она стала чемпионкой в плавании вольным стилем на дистанции 800 метров.
В 2017 году итальянка дебютировала на чемпионате мира, которой проходил в Будапеште. На дистанции 1500 метров вольным стилем Симона побила личный рекорд, улучшив его почти на 10 секунд, и выиграла бронзовую медаль с результатом 15.53,86, что является десятым временем в истории. Следующего успеха Квадарелла добилась на чемпионате Европы в 25-метровых бассейнах, на котором завоевала бронзовую награду на дистанции 800 м кролем (8.16,53).
На чемпионате Европы 2018 года в Глазго она завоевала три золотые медали. Сначала Симона одержала победу на дистанции 800 метров вольным стилем, установив новый национальный рекорд (8.16,45).
Затем на самой длинной дистанции — 1500 метров кролем — Квадарелла вновь выиграла титул чемпионки Европы, улучшив своё высшее достижение более чем на 2 секунды (временем 15.51,61). Свою третью золотую награду Симона выиграла на дистанции 400 метров вольным стилем, в упорной борьбе опередив венгерку Айну Кешей.
В 2019 году Симона впервые в карьере стала чемпионкой мира на дистанции 1500 метров (фаворит Кэти Ледеки не плыла в финале), установив новый рекорд страны (15.40,89), а через несколько дней выиграла серебряную медаль на 800 метров, уступив лишь Кэти Ледеки.
В мае 2021 года на чемпионат Европы, который проходил в Венгрии в Будапеште, итальянская спортсменка на дистанции 800 метров и 1500 метров вольным стилем завоевала золотые медали. В составе эстафетной команды на дистанции 4 по 200 метров вольным стилем завоевала бронзовую медаль. На дистанции 400 метров вольным стилем итальянка завоевала свою третью золотую медаль на этом турнире.
В июне 2022 года на чемпионате мира в Будапеште стала третьей на дистанции 800 метров вольным стилем, уступив более 10 сек чемпионке Кэти Ледеки. На дистанции 1500 метров вольным стилем показала второе время в предварительных заплывах (15:56.19), но в финале проплыла за 16:03.84 и осталась пятой. При этом Квадарелла была единственной пловчихой из Европы, пробившейся в финал.
На чемпионате Европы в Риме в августе 2022 года выиграла золотые медали на дистанциях 800 и 1500 метров вольным стилем, а также стала второй на дистанции 400 метров вольным стилем, уступив менее секунды Изабель Мари Гозе из Германии.
В июле 2023 года на чемпионате мира в Фукуоке завоевала серебро на дистанции 1500 метров вольным стилем с результатом 15:43.31 и уступив более 17 сек чемпионке Кэти Ледеки. На дистанции 800 метров Квадарелла заняла 4-е место с результатом 8:16.46.
В феврале 2024 года на чемпионате мира в Дохе выиграла золото на дистанции 1500 метров вольным стилем с результатом 15:46.99, серебряный призёр отстал почти на 10 сек (Ледеки не выступала). На дистанции 800 метров вольным стилем Квадарелла также выиграла золото, опередив немку Изабель Мари Гозе всего на 0,09 сек.
На Олимпийских играх 2024 года в Париже заняла четвёртое место на дистанции 1500 метров вольным стилем с результатом 15:44.05.
Летом 2025 года на чемпионате мира в Сингапуре завоевала серебряную медаль на дистанции 1500 метров вольным стилем с рекордом Европы (15:31.79). На дистанции 800 метров вольным стиле заняла 4-е место с рекордом Европы (8:12.81).
В настоящее время Симона Квадарелла выступает за клубы «Fiamme Rosse» и «Circolo Canottieri Aniene», а также входит в состав Национального объединения ветеранов спорта (Программа добровольцев ООН), как член-волонтёр.

### Результаты на Олимпийских играх
| Дистанция                  | 2020 | 2024 |
| -------------------------- | ---- | ---- |
| 800 метров вольным стилем  | 3    | 4    |
| 1500 метров вольным стилем | 5    | 4    |